# Sergentomyia kelantani
Sergentomyia kelantani är en tvåvingeart som först beskrevs av Lewis och Robert A.Wharton 1963.  Sergentomyia kelantani ingår i släktet Sergentomyia och familjen fjärilsmyggor. Inga underarter finns listade i Catalogue of Life.